# Place de Sydney
La place de Sydney est une voie située entre le quartier du Gros-Caillou du 7e arrondissement et le quartier de Grenelle du 15e arrondissement de Paris.

## Situation et accès
La place de Sydney est desservie par la ligne 6 à la station Bir-Hakeim.

## Origine du nom
Le nom de cette place commémore le pacte d'amitié entre les villes de Paris et Sydney en Australie.

## Historique
Ancienne « place d'Australie », la voie est ouverte à la fin des années 1990 sur l'emprise des avenues qui la bordent. Elle prend son nom actuel le 30 mai 2000. 